# LNER Class A3 4472 Flying Scotsman
Pour le train reliant Londres et Édimbourg, voir Flying Scotsman.
La locomotive à vapeur LNER classe A3 Pacific n ° 4472 Flying Scotsman (à l'origine n° 1472) a été construite en 1923 pour le London and North Eastern Railway (LNER) aux Doncaster Works selon une conception de H. N. Gresley. Elle a été utilisée sur les trains express interurbains sur le LNER et ses successeurs, British Railways Eastern and North-Eastern Regions, notamment sur le service matinal de Londres à Édimbourg tirant le train Flying Scotsman, d’où son nom. Elle est aussi la seule survivante de sa classe.

## Historique

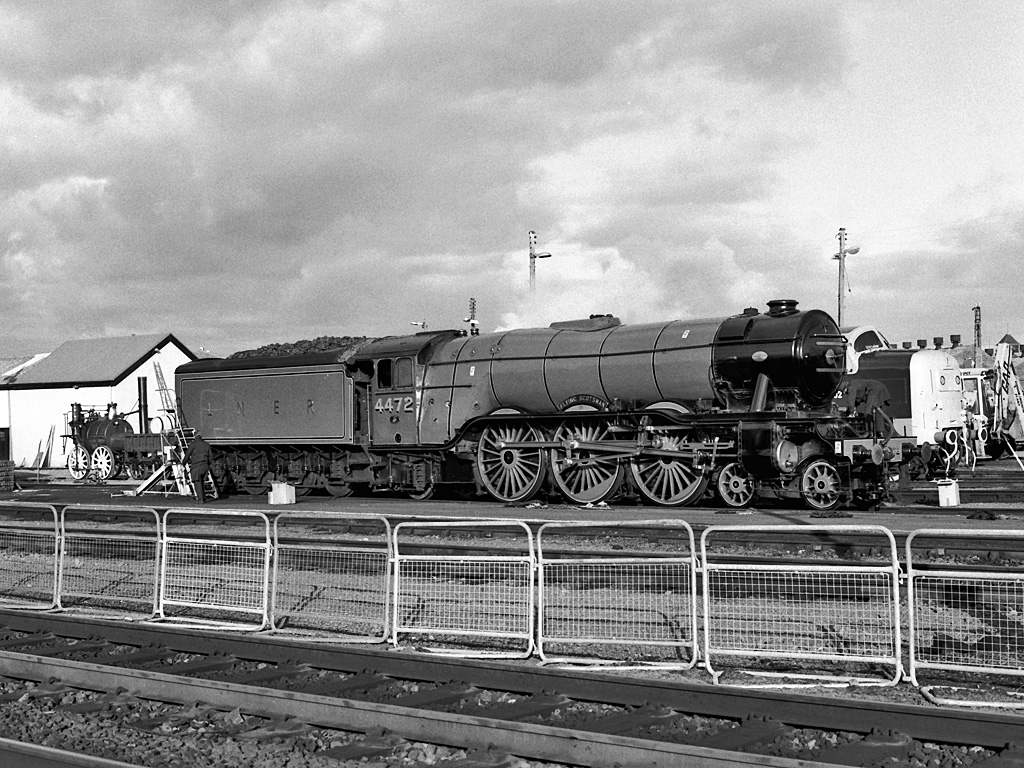
La 4472 en 1983.

La locomotive a été construite en 1923, sous les auspices de la Great Northern Railway (GNR). Elle a été conçue comme un A1, portant d'abord le nombre GNR 1472, parce que le LNER n'avait pas encore décidé du schéma de numérotation-échelle du système.
Elle sera en service jusqu'en 1963, avant d'être retirée par British Rail. La locomotive avait subi plusieurs modifications pour améliorer ses performances, mais au début des années 1960, les locomotives à vapeur marquaient le pas devant les motrices électriques. La locomotive est conservée au National Railway Museum après un kilométrage parcouru total d'environ 4 000 000 km.
Le 30 novembre 1934, elle devient la première locomotive à dépasser officiellement 100 miles par heure (160,9 km/h).

## Détails techniques
- Longueur : 21,34 m
- Poids de la locomotive: 97,54 tonnes
- Vitesse maximale (officielle) : 160 km/h
- Cylindres : 3
- La capacité locomotive-tender: 8 tonnes de charbon, 22 700 L) d'eau[2]